# Natalia Zamilska
Natalia Zamilska, pseud. Zamilska (ur. 1989 w Zawierciu) – polska producentka muzyki elektronicznej.

## Życiorys
Natalia Zamilska urodziła się w 1989 w Zawierciu. Jest absolwentką Wydziału Artystycznego Uniwersytetu Śląskiego w Cieszynie, gdzie studiowała animację społeczno-kulturalną. Współpracowała również z lokalną Fundacją Kultury Audiowizualnej „Strefa Szarej”, prowadząc warsztaty z produkcji muzyki elektronicznej oraz pracując dla Galerii Szara. Po studiach przeprowadziła się do Katowic i tam całkowicie poświęciła tworzeniu muzyki. W 2014 r. przeprowadziła się do Warszawy.
W 2014 zadebiutowała płytą Untune, która w rocznym podsumowaniu The Quietus znalazła się na 12. miejscu. Jej twórczość nawiązuje do brudnych i nieprzyjaznych brzmień muzyki industrialnej i etnicznej. Jej muzyka była wykorzystywana m.in. na pokazie Diora. Drugi album, będący ścieżką dźwiękową do gry Ruiner, otrzymał nominację do Fryderyków 2017 w kategorii album roku elektronika oraz nagrodę Digital Dragons 2018 za najlepszą ścieżkę dźwiękową do gry. Jej utwory były rekomendowane m.in. przez Iggy'ego Popa oraz Nine Inch Nails. W 2019 ukazała się płyta Uncovered.
Para się także produkcją muzyczną. Wyprodukowany przez nią utwór Pauliny Przybysz „Dzielne kobiety” wszedł w skład wyróżnionej Fryderykiem 2017 płyty „Chodź tu”. Remiksowała m.in. Ritę Pax, The Dumplings, Natalię Fiedorczuk, Quebonafide czy Marię Peszek.
W latach 2017–2019 prowadziła audycję „Nocny TransPort” w radiowej Czwórce. Do stacji wróciła w kwietniu 2020. Pod koniec marca 2022 ponownie opuściła publicznego nadawcę, uzasadniając to m.in. działaniami rządu i prezeski Polskiego Radia.
W kwietniu 2023 ukazał się film Dzień Matki, dla którego Zamilska skomponowała muzykę. Od czerwca 2023 do maja 2024 współpracowała z Radiem 357 prowadząc audycję „Pełne spektrum”. 

## Życie prywatne
W wywiadzie dla Wysokich Obcasów w 2016 dokonała coming outu jako osoba homoseksualna. Od co najmniej 2023 jest w związku z Joanną Okuniewską.

## Dyskografia
Płyty
- 2014 – Untune
- 2017 – Ruiner Official Soundtrack [game soundtrack]
- 2019 – Uncovered
- 2023 – Mother's Day [film soundtrack]
- 2024 – United Kingdom Of Anxiety[15]

EP
- 2016 – UNDONE

Single
- 2014 – Quarrel
- 2014 – Quarrel II (Internal Defense)
- 2016 – Closer
- 2018 – Jeśli wiesz co chcę powiedzieć [remixes]; Nosowska & Zamilska
- 2019 – Hollow
- 2024 – NO GODS feat. Pachu (Hostia)[16]